# Rossau (Wien)
| Rossau | Rossau |
| ------ | ------ |
| Wappen | Karte  |
|        |        |

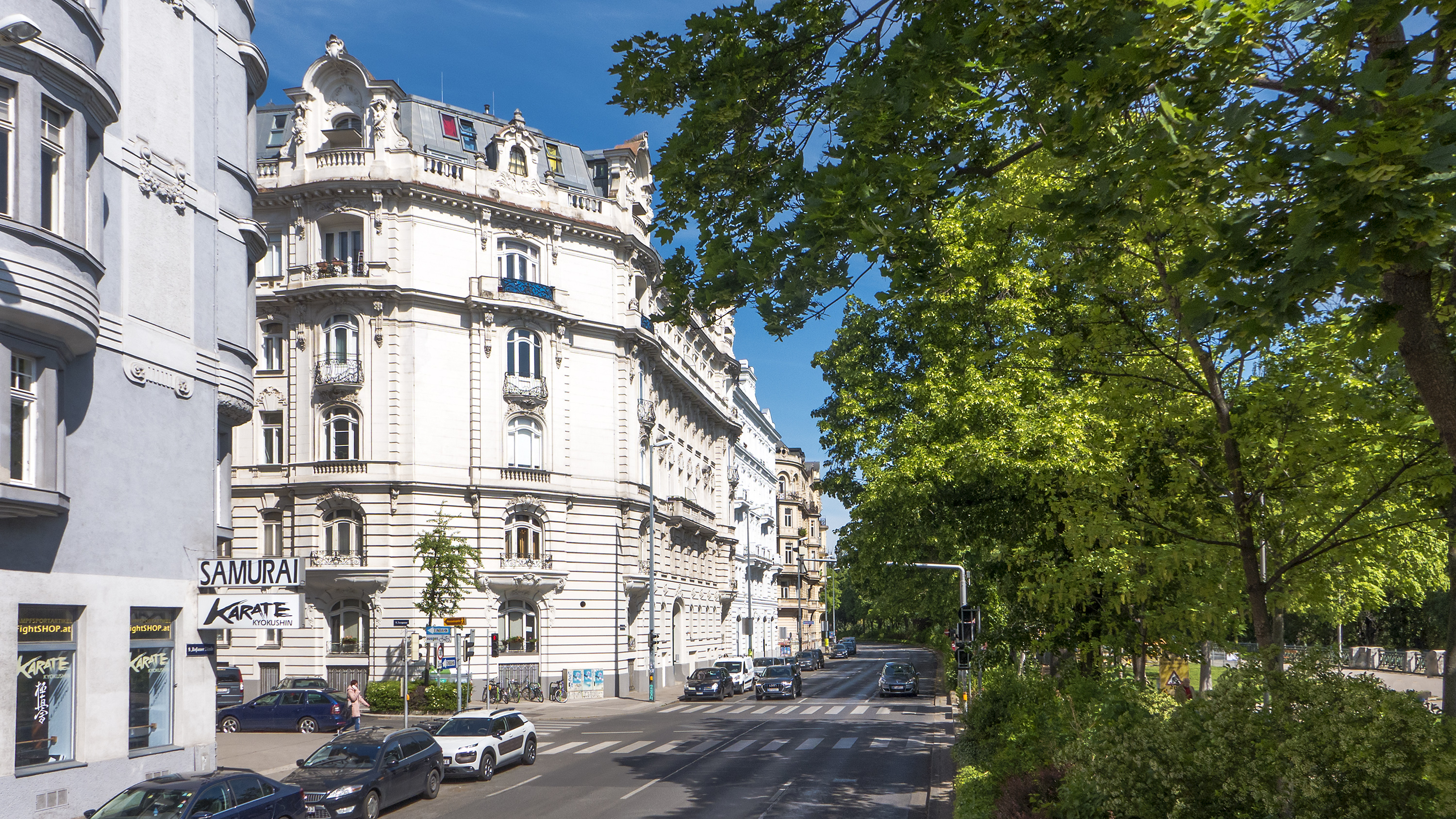
Rossauer Lände

Die Rossau (bis 1999 amtlich: Roßau) wurde nach dem Ende der Grundherrschaft 1848 / 1849 durch das in der ganzen Monarchie mit Kaiserlichem Patent eingeführte Provisorische Gemeindegesetz vom 17. März 1849 zum Bestandteil Wiens. 1850 wurde die Rossau dem neu geschaffenen 8. Bezirk der Stadt zugeordnet, der 1861 zum 9. Bezirk erklärt wurde. Die Rossau ist seither ein Stadtteil Wiens im 9. Wiener Gemeindebezirk, dem Alsergrund.

## Geografie
Die Rossau liegt im Osten des Alsergrunds, wo der Donaukanal die Grenze zu den Bezirken Brigittenau (20.) und Leopoldstadt (2. Bezirk) bildet. Im Norden grenzt sie an die Alsergrunder Bezirksteile Althan- und Thurygrund, im Westen an die Alservorstadt. Südlich grenzt die Rossau an den 1. Bezirk, die Innere Stadt. Die Grenzen sind heute durch die Straßenzüge der Maria-Theresien-Straße, Liechtensteinstraße, Alserbachstraße sowie den Donaukanal gekennzeichnet.
Die Rossau ist ferner ein zehn Zählsprengel umfassender Zählbezirk der amtlichen Statistik, dessen Grenzverlauf jedoch nicht mit jenem der ehemals selbstständigen Gemeinde ident ist.
In diesem Gebiet ist von der Stadt Wien die fast deckungsgleiche bauliche Schutzzone Rossau definiert.

## Geschichte

### Die Rossau im Mittelalter
Der Name der Rossau stammt von den Weideplätzen und Schwemmen der Pferde, die die Donauschiffe flussaufwärts zogen. Ursprünglich hieß das Gebiet der Rossau Oberer Werd. Werd bzw. Wert war die mittelhochdeutsche Bezeichnung für eine Insel, wobei die Rossau als Abgrenzung zur Insel mit der Vorstadt Leopoldstadt (Unterer Werd) als Oberer Werd bezeichnet wurde und zwischen dem Donaukanal und dem später verlandeten Salzgriesarm lag. 1255 wurde erstmals in einer päpstlichen Bulle die Kirche St. Johann im Werd genannt. Sie gehörte zu einem Fischerdorf, das am Donaukanal zwischen der Stadtmauer und der heutigen Berggasse am Oberen Werd lag. Aufgrund des Fisch- und Wildreichtums des Gebietes war der Besitz des Werds begehrt.
Als Heinrich I. von Liechtenstein dem Stift Klosterneuburg den Besitz des Oberen Werds und des Kahlenbergs streitig machen wollte, bestätigte eine päpstliche Bulle 1253 den Besitzstand des Klosters. Während die Liechtenstein den Kahlenberg zurückgaben, blieben jedoch der Obere Werd und das spätere Lichtental abgetrennt.
Der Großbrand, der 1276 beinahe ganz Wien einäscherte, vernichtete auch das Dorf am Oberen Werd. Das Dorf wurde wieder aufgebaut und einem Kloster der Augustiner angegliedert. Dieses übersiedelte 1327 in die Augustinerstraße, worauf der verlassene Bau in ein Spital umgewandelt wurde. Dem Spital war jedoch kein Erfolg vergönnt und es wurde geschlossen. 1360 übernahmen die Karmeliter das Gebäude, verzogen aber ebenfalls in die Stadt und errichteten Am Hof ein Gotteshaus. Die Kirche der sogenannten Fischervorstadt bestand jedoch als Pfarrkirche des Dorfes weiter. Das Dorf lebte überwiegend vom Fischfang, der in den Donauarmen, deren Altarmen sowie einem Bach, der an der Schottenpoint entsprang und durch die heutige Berggasse abfloss, betrieben wurde.

### Die Rossau in der Neuzeit

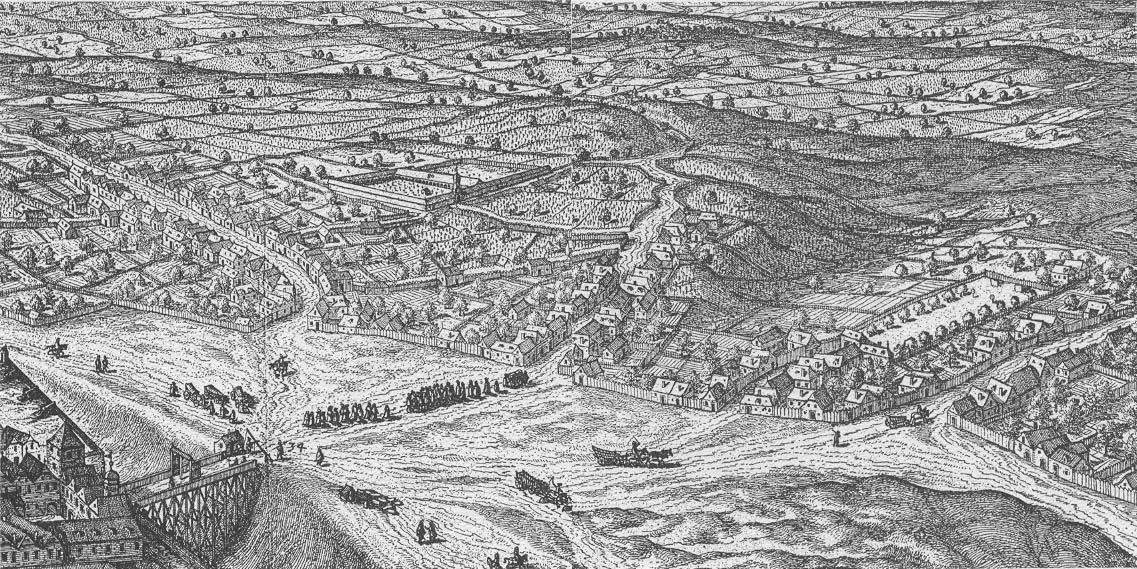
Der Alsergrund 1609. Rechts die Rossau mit dem bürgerlichen Schießplatz, in der Mitte die heutige Währinger Straße auf der Erhebung des „Schottenpoints“

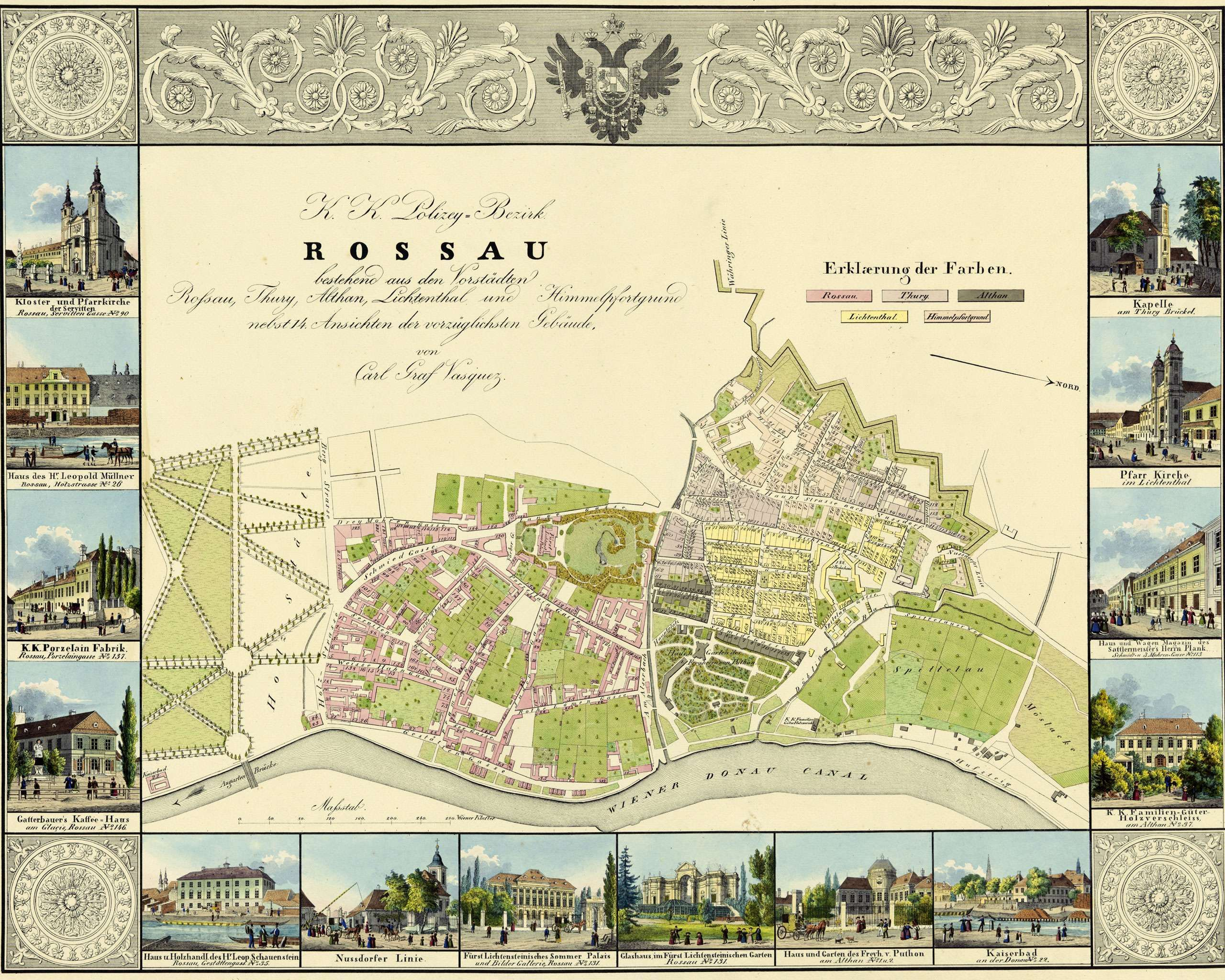
Der Polizeibezirk Rossau um 1830, bestehend aus fünf Vorstädten

Im Zuge der Ersten Wiener Türkenbelagerung, 1529, wurden das Fischerdörfchen am Donaukanal und auch alle anderen Gebäude ein Raub der Flammen. 1540 wurde vom Wiener Stadtrat jedoch der Wiederaufbau der Kirche St. Johann beschlossen. Um die Stadt wurde eine Bauverbotszone eingeführt und zur besseren Verteidigung ein zunächst 90 Meter breites Glacis errichtet. Die vor den Stadttoren entstandenen mittelalterlichen Vorstädte verschwanden somit nun endgültig.
1547 wurde in der Rossau vor dem Schottentor, einem der Stadttore Wiens, die bürgerliche Schießstätte errichtet, auf der die Armbrust- und Gewehrschützen trainierten. Nach einem kaiserlichen Erlass von 1632, der die Erweiterung des Glacis auf 300 Schritte und ein Bauverbot im Vorfeld vorsah, fielen den Verteidigungsmaßnahmen ein Palais der Schwarzenberg und das Fischerdörfchen zum Opfer. Dadurch verkleinerte sich das Gebiet der Rossau auf den Bereich zwischen der heutigen Berggasse und der Alserbachstraße. Neben einer kleinen Ansiedlung vor den Stadtmauern mit dem Schießplatz hatte die Rossau jedoch immer noch einen starken Aucharakter mit Tümpeln, Wasserläufen und Altarmen, die die Besiedelung behinderten. Deshalb wurde das Gebiet lange Zeit großteils nur von Fischern, Flößern und als Weide und Tränke für die Pferde genutzt.
Wegen der Stadtnähe geschätzt, wurde die Rossau später aber für Adelige und reiche Bürger zur Errichtung von Zweitwohnsitzen mit reich ausgestalteten Gärten interessant. Auch der Wiener Bürgermeister Daniel Moser ließ für sich einen Garten zwischen der heutigen Rossauer Lände und der heutigen Hahngasse errichten. 1638 wurde vom Hofkriegsrat dem Servitenorden die Erlaubnis erteilt, ein Kloster in der Rossau zu errichten. Die Patres erwarben den Grund der Witwe Laura Katharina Quattin, und ein Vorauskommando baute den Stadel zu einer Kapelle um. Wichtigster Geldgeber für die Errichtung einer Kirche wurde der kaiserliche Heerführer Ottavio Piccolomini, der durch den Verkauf eines Landgutes in Böhmen den Neubau von Kirche und Kloster finanzierte. Nach Piccolominis Tod finanzierte Johann Tury den Bau der Servitenkirche weiter. 1666 konnte im errichteten Rohbau der erste Gottesdienst abgehalten werden. 1683 litt die Rossau wie alle Vorstädte unter der Zweiten Wiener Türkenbelagerung. In den Jahren 1727 bis 1766 wurde neben der Servitenkirche die Peregrini-Kapelle mit wertvollen Fresken von Mölk gebaut.
Bis 1850 befand sich hier eine der ältesten Wiener Hinrichtungsstätten, der so genannte Rabenstein.
1849 wurde die Rossau nach Wien eingemeindet und 1850 Teil des neuen 8. Bezirks, der als Alsergrund bezeichnet wurde; er wurde 1861 zum 9. Bezirk erklärt, weil sich die Vorstadt Margareten (nunmehr 5. Bezirk) von Wieden (4. Bezirk) trennte.
1902 bis 1904 wurde an der heutigen Rossauer Lände das Polizeigebäude an der Elisabethpromenade erbaut. Es war in der einschlägigen Szene lang als Liesl bekannt.

## Kultur und Sehenswürdigkeiten

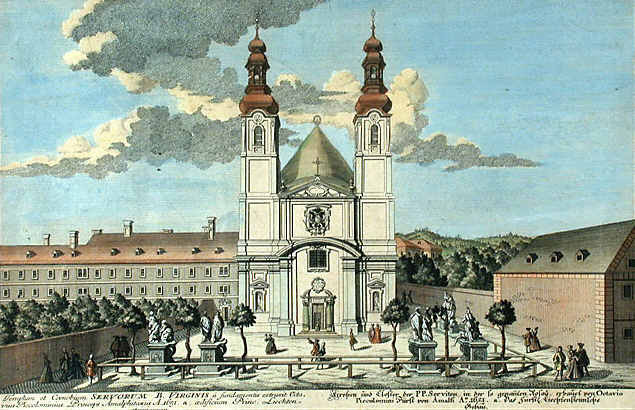
Die 1670 geweihte Servitenkirche auf einem historischen Stich

Die Rossau ist Teil der Welterbestätte Historisches Zentrum von Wien. (Das Gebiet südlich von Berggasse, Schlickgasse und Türkenstraße gehört zu dessen Kernzone, das Gebiet nördlich davon zu dessen Außenzone.)
Im barocken (Garten-)Palais Liechtenstein in der Rossau, zuletzt bis 2001 Sitz des staatlichen Museums moderner Kunst, war 2004 bis 2012 das Liechtenstein-Museum des gleichnamigen Fürstenhauses untergebracht, das vor allem barocke Kunst aus einer der größten Privatsammlungen der Welt besitzt; die Kunstsammlung befindet sich nach wie vor im Palais, der Begriff Liechtenstein-Museum wird aber nicht mehr verwendet. Die Servitenkirche ist mit dem Servitenkloster das lokale Wahrzeichen des Stadtteils. Im Servitenviertel rund um die Kirche befindet sich in der Porzellangasse das Schauspielhaus Wien. In der ehemaligen Praxis und Wohnung von Sigmund Freud in der Berggasse 19, von ihm bis 1938 benützt, wurde 1971 das Sigmund-Freud-Museum eröffnet. Der Jüdische Friedhof Rossau im Hof eines Seniorenheims an der Seegasse ist der älteste erhaltene Friedhof Wiens; die Vereinssynagoge Müllnergasse (unweit der Servitenkirche) wurde hingegen bei den Novemberpogromen 1938 zerstört. 2015 wurde in der Müllnergasse das Strauss Museum eröffnet mit einer Dauerausstellung zur Familiengeschichte der Musikerdynastie Strauss. Die 1865–1869 errichtete Rossauer Kaserne im Südosten des Bezirksteils war ursprünglich dem Heer, später der Polizei gewidmet und beherbergt heute unter anderem den Hauptsitz des Bundesministeriums für Landesverteidigung und die Verkehrsleitzentrale der Wiener Polizei. Im Jahr 2013 wurde das der Rossauer Kaserne gegenüberliegende frühere Gebäude der Pensionsversicherung nach dem dafür notwendigen Umbau der Universität Wien übergeben. In diesem Gebäude sind die Fakultäten für Mathematik und die für Wirtschaftswissenschaften und Statistik untergebracht. Damit verbunden war eine Umbenennung des Platzes zwischen dem Gebäude und dem Donaukanal in Oskar-Morgenstern-Platz nach dem Pionier der Spieltheorie Oskar Morgenstern. Am Ufer des Donaukanals wurde 1995 bei der U-Bahn-Station Rossauer Lände das „Summerstage“ genannte Lokal eröffnet, das Musik, Kultur und (Freiluft-)Gastronomie kombiniert.

## Wirtschaft und Infrastruktur
Als erster bedeutender Betrieb siedelte sich in der Rossau (Liechtensteinstraße 43) 1718 die Wiener Porzellanmanufaktur an, die 1744 in kaiserlichen Besitz überging und dadurch stark expandieren konnte. 1754 wurde im Haus gegenüber eine Kattunfabrik eröffnet, die ab 1777 auch Wollsortieranlagen und Spinnmaschinen baute. Zu den wichtigsten Handwerksberufen entwickelten sich in der Rossau ab dem späten 18. Jahrhundert jedoch die Sattlerei und Wagnerei. Da bis in die 1930er Jahre an der Rossauer und Spittelauer Lände zahlreiche Schiffe anlegten und diese mit Pferden auch gegen den Donaustrom gezogen werden mussten, entstand ein großer Bedarf an Geschirren, Sattelzeug und Seilen. Ein zusätzlicher Bedarf resultierte aus den zahlreichen Adelspalais, die Sattler und Wagner für ihre Kutschen benötigten. Dies führte dazu, dass ab dem Ende des 18. Jahrhunderts in der Rossau ein Zentrum des Wagenbaus entstand. 1845, zur Blütezeit dieses Handwerks, arbeiteten etwa 30 % der Wiener Sattler, rund 15 % der Wagner, 42 % der Wagenschlosser und 47 % der Wagentischler im heutigen Bezirksgebiet. Insbesondere in der heutigen Porzellangasse lagen zahlreiche Wagnerbetriebe. Die Porzellanfabrik musste hingegen 1864 aufgrund der starken böhmischen Konkurrenz schließen. Erst 1923 wurde sie im Augarten neu gegründet (Porzellanmanufaktur Augarten).
Das Gaswerk Rossau war das erste in Wien tätige kommerzielle Gaswerk.
Die U-Bahn-Station Roßauer Lände wurde, damals noch als Station der Wiener Stadtbahn, im Jahr 1901 eröffnet. Im Stadtteil befindet sich mit dem Lateinamerika-Institut seit 1965 ein interdisziplinäres Institut für den wissenschaftlichen und kulturellen Austausch mit Lateinamerika.

## Persönlichkeiten
- Johann Philipp Högl (1755–1800), Steinmetzmeister und Grundrichter in der Rossau
- Karl Lind (1831–1901), Sektionsrat im Unterrichts-Ministerium, Archäologe und Kunsthistoriker
- Johann Metz (1809–1887), Baumeister, Gemeinderat und Mitbegründer der Handelskammer in Linz an der Donau
- Hermann Schubert (1826–1892), Benediktiner, Prediger und Seelsorger